# Dean Reed

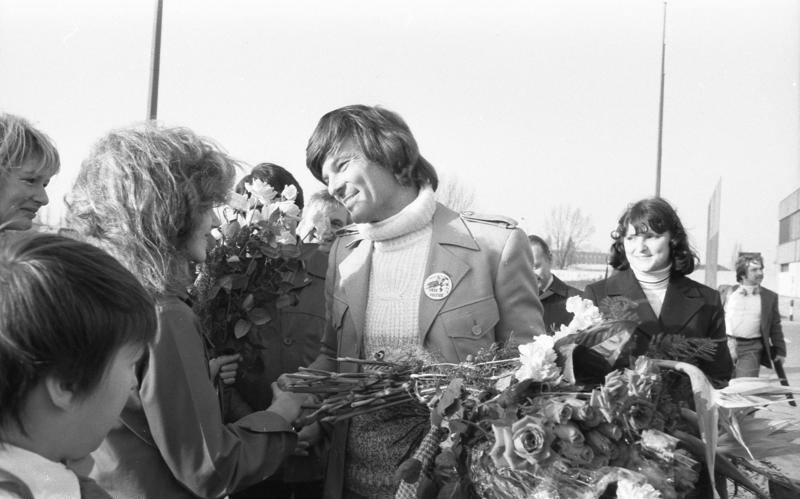
Dean Reed am Flughafen Berlin-Schönefeld, 1978

Dean Cyril Reed (* 22. September 1938 in Denver, Colorado, USA; † 13. Juni 1986 in Zeuthen, Kreis Königs Wusterhausen, DDR) war ein US-amerikanischer Schauspieler, Sänger, Drehbuchautor und Regisseur. Zu Beginn der 1960er Jahre galt er als lateinamerikanisches Teenageridol. Reed startete 1966 eine zweite Karriere in der Sowjetunion und lebte ab 1973 als bekennender Sozialist in der DDR.

## Leben

### Anfänge in den USA
Er wurde als Sohn des Mathematik- und Geschichtslehrers Cyril Reed und der Hausfrau Ruth Anna Brown geboren und wuchs bei Denver auf einer Hühnerfarm auf. Er hatte zwei Brüder, Vern (* 13. November 1943) und Dale (* 7. Juni 1935). Mit zwölf Jahren lernte er Gitarre zu spielen. Von 1956 bis 1958 studierte er Meteorologie an der University of Colorado, nebenbei trat er mit Hillbilly-Songs auf Ferienranches in den Rocky Mountains auf. In Clubs und regionalen Radiostationen wurde er unter dem Namen Denver Kid bekannt.
Nach Probeaufnahmen beim US-Plattenlabel Imperial Records brach er 1958 sein Studium ab und zog nach Los Angeles. Voyle Gilmore, Chef von Capitol Records, gab ihm 1959 einen siebenjährigen Plattenvertrag. Das Unternehmen wollte ihn als Teenidol aufbauen. Reed nahm Schauspielunterricht bei Paton Price, einem Außenseiter des US-Filmgeschäfts (der später eine kleine Rolle in Reeds Westernkomödie Sing, Cowboy, sing übernahm), bekam Gastauftritte in der CBS-Sitcom Bachelor Father mit John Forsythe.
Seine Rock’n’Roll-Songs und Balladen I Kissed a Queen, The Search, Our Summer Romance und Whirly Twirly hatten in den USA nur mäßigen Erfolg, viel größeren dagegen in Lateinamerika. Zwar wurde Reed in die ABC-Musikshow American Bandstand eingeladen, doch seine erste Single The Search belegte in den USA lediglich Platz 96 der Billboard-Charts. In Argentinien dagegen erreichte sie Platz eins der Musik-Charts.

### Karriere in Lateinamerika

#### Teenageridol

Dean Reed vor Elvis Presley, Wahlergebnis einer chilenischen Rundfunkzeitschrift, 1961

1961 schickte Capitol Records Reed auf Konzert-Tournee durch Argentinien, Chile, Brasilien und Peru. Am Flughafen von Buenos Aires wurde er von 100.000 Fans empfangen. Die Ankunft in Santiago de Chile wurde live im Radio übertragen. Die Polizei setzte 58 Beamte ein, um ihn auf der Straße vor Fans zu schützen. Die Tournee wurde ein triumphaler Erfolg. Um genügend Platz für Zuschauer zu bieten, mussten Fußballstadien angemietet werden. Reed kam nur kurz zurück in die USA und siedelte dann nach Argentinien über.
Im gleichen Jahr war er in Argentinien und Chile beliebter als Elvis Presley, Paul Anka oder Neil Sedaka. Er produzierte in Argentinien acht Singles und drei Plattenalben, trat als Schauspieler in Telenovelas auf, drehte 1964 in Mexiko seinen ersten Spielfilm, Guadalajara en verano (dt. Guadalajara im Sommer), die Liebesgeschichte eines Studenten. 1965 startete das argentinische Fernsehen samstags eine wöchentliche Dean-Reed-Show.

#### Politisierung
Die soziale Ungleichheit und Massenarmut in Lateinamerika politisierten ihn. Er gab eintrittsfreie Konzerte in Barrios, Fabriken und Gefängnissen. Das machte ihn noch populärer und brachte ihm den Spitznamen Mr. Simpatico ein. Er lernte chilenische Gewerkschaftsführer kennen, freundete sich mit dem Schriftsteller Alfredo Varela an, reiste als argentinischer Delegierter zur Sitzung des linksorientierten Weltfriedenskongresses nach Helsinki und lud die UdSSR-Kosmonautin Walentina Tereschkowa in seine Show ein. Anschließend wurde er von der politischen Polizei verhaftet. Im März 1966 besuchte ihn Che Guevara in seinem Haus in Buenos Aires, diskutierte mit ihm bis zum Morgengrauen. Nach einem Putsch wurde Reed 1966 vom Regime General Juan Carlos Onganías wegen pro-kommunistischer Aktivitäten per Dekret aus Argentinien ausgewiesen. Er ging vorübergehend nach Spanien. Sein Plattenvertrag mit Capitol Records war ausgelaufen. Von nun an managte er sich selbst.

### Karriere in der Sowjetunion, Italien, DDR

#### Erfolg in der UdSSR
Im Oktober 1966 startete Reed eine neue Karriere in der Sowjetunion. Er unterzeichnete einen Vertrag mit der staatlichen Konzertagentur Goskonzert und reiste zwei Monate durch die Republiken der UdSSR, gab 39 Konzerte in acht Städten, darunter Moskau und Leningrad. 1968 nahm er sein erstes Album mit Rock ’n’ Roll, Country und Folk für das sowjetische Plattenlabel Melodija auf. Es folgten Auftritte in der Mongolei 1968 und UdSSR-Tourneen im Spätsommer 1971 sowie Juli 1979. Reed war der erste US-Amerikaner und Rocksänger auf sowjetischen Bühnen, begeisterte mit Hüftschwung, Twist und westlichem Showgeschäft die sowjetischen Teenager. Auf dem Moskauer Majakowski-Platz verursachte sein Auftauchen einen Verkehrsstau. Wie schon in Südamerika hatte er dort mehr Fans als Elvis Presley. Seine sechs sowjetischen Langspielplatten und zehn Singles verkauften sich millionenfach. Die US-Zeitschrift People schrieb 1976, er sei in Russland und Osteuropa der bekannteste Amerikaner neben US-Präsident Gerald Ford und Außenminister Henry Kissinger.

#### Schauspieler in Italien
1967 zog Reed nach Italien, lebte mit seiner Familie in Rom. Er bekam einen Vertrag beim Film, spielte bis 1973 in Cinecittà in zwölf Filmen mit, vor allem in Italowestern, darunter Adios, Sabata mit Yul Brynner. Er unterstützte politische Kampagnen, tauchte 1969 an der Spitze einer Anti-Vietnamkriegs-Demonstration vor der US-Botschaft in Rom auf, ballte die Faust und rief „Viva Ho Chi Minh“. 1970 unterstützte er mit Konzerten vier Monate lang den Wahlkampf der Unidad Popular und ihres Spitzenkandidaten Salvador Allende in Chile. In einer spektakulären Straßenaktion wusch er im September 1970 vor dem US-Konsulat in Santiago die Flagge der USA vom „Schmutz des Imperialismus“.

#### Lebensmittelpunkt DDR

Single mit dem Schlager Wir sagen ja …, 1972

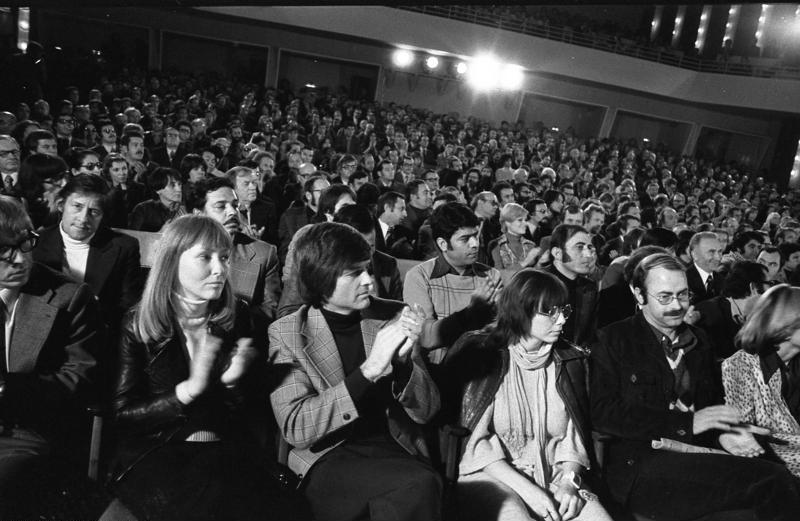
Dean Reed beim DOK Leipzig, 1976

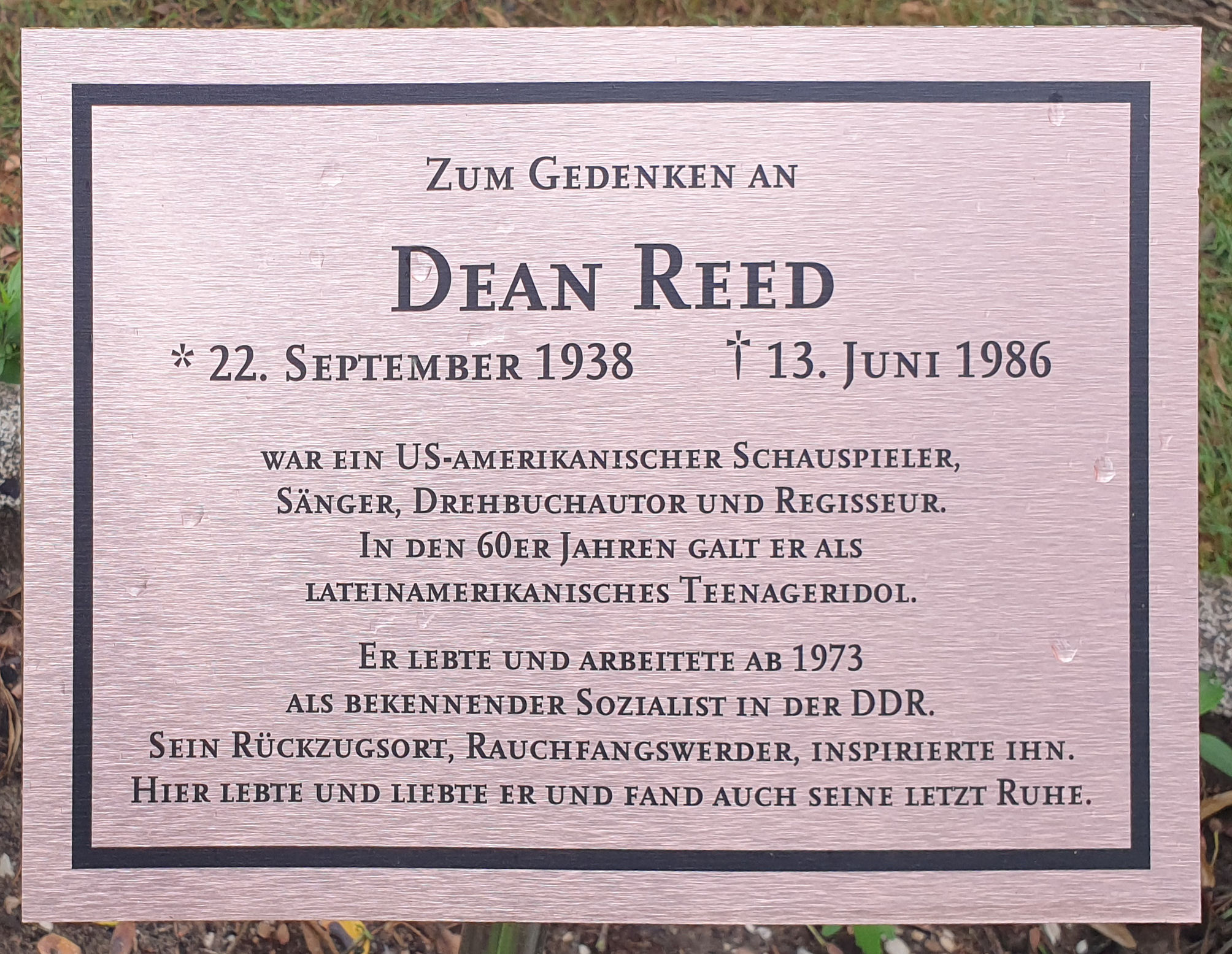
Gedenktafel auf dem Friedhof Rauchfangswerder in Berlin-Schmöckwitz

Im November 1971 lernte er auf der Internationalen Leipziger Dokumentar- und Kurzfilmwoche für Kino und Fernsehen seine spätere Frau, das Model Wiebke Dorndeck geb. Schmidt (* 29. August 1941) kennen, die damals noch mit dem Fotografen Rainer Dorndeck verheiratet war, und zog 1972 in die DDR. Dort wurde er als Weltstar und „Sänger des anderen Amerika“ hofiert. Am 30. Juni 1973 heiratete er im Rathaus von Döbeln die inzwischen geschiedene Wiebke Dorndeck. 1976 wurde die gemeinsame Tochter geboren, 1978 wurde die Ehe geschieden.
Innerhalb von sechs Jahren drehte er in der DDR fünf Filme. Die bekanntesten waren Aus dem Leben eines Taugenichts nach Joseph von Eichendorff, Kit & Co nach Jack London sowie El Cantor, eine Verfilmung des Lebens von Víctor Jara. 1979 tourte er mehrere Monate durch die DDR, die UdSSR und die Tschechoslowakei und trat vor 70.000 Zuschauern in Budapest auf. Reed mietete ein Wassergrundstück mit Haus und Motorboot in Rauchfangswerder, einem Ortsteil von Berlin-Schmöckwitz.
Er empfand sich zugleich als US-Patriot und Marxist. Hinter seinem Haus stellte er einen Flaggenmast mit der in Chile gewaschenen US-Flagge auf, berief sich auf die Amerikanische Revolution von 1776. 1974 trat er im Berliner Friedrichstadtpalast zum 25. Jahrestag der Pionierorganisation Ernst Thälmann auf. Gegenüber einer DDR-Zeitschrift unterstrich er: „Ich bin Marxist, was auch immer ich singe.“ Menschenrechtsverletzungen in der Sowjetunion deutete er deshalb als „ein paar Fehler und Ungerechtigkeiten“. 1984 erklärte er gegenüber dem West-Berliner Tagesspiegel, wichtiger als Reisefreiheit sei ihm, dass es in der DDR keine Arbeitslosigkeit gebe: Das seien „Prioritäten, mit denen ich mich als Marxist identifiziere“.
Mit US-amerikanischem Pass engagierte er sich bei Protestaktionen in Nahost, Nord- und Südamerika. 1977 besuchte er die PLO im südlichen Libanon und sang für Jassir Arafat. 1978 solidarisierte er sich mit Farmern in Delano, Minnesota, wurde vorübergehend ins örtliche Gefängnis gesperrt, trat in Hungerstreik und löste eine weltweite politische Kampagne zu seiner Freilassung aus. 1983 reiste er illegal nach Chile ein, gab in Santiago und Rancagua ohne Genehmigung Konzerte, wurde verhaftet und nach Peru abgeschoben.

### Abstieg
Zu Beginn der 1980er Jahre verblasste Reeds Ruhm. An die Stelle von Tourneen traten gelegentliche Auftritte in Unterhaltungsshows des ostdeutschen und sowjetischen Fernsehens sowie Konzerte in Stadthallen. Beim Film war er nicht mehr gefragt. Seine Eigenproduktion Sing, Cowboy, sing fiel 1981 bei Publikum und Kritik durch. Einziger Höhepunkt dieser Zeit war eine fünftägige Personalityshow Sing, Dean, sing! im Palast der Republik während der Sommerferien 1981. Die letzte Langspielplatte, Dean Reed, wurde ein Flop. 1986 plante er einen Film über den Indianeraufstand bei Wounded Knee.
Von der DDR hatte er sich innerlich zunehmend entfernt. Die Stasi berichtete, dass Reed 1982 bei einer Kontrolle auf der Autobahn Volkspolizisten gegenüber „die DDR mit einem faschistischen Staat verglich und zum Ausdruck brachte, dass er, ebenso wie die 17 Millionen DDR-Bürger, es ‚bis oben hin satt‘ hätte“. Weiterhin forderte er die Volkspolizisten auf, ihn zu verhaften, was „hier ja gang und gäbe“ sei. Reed sang öffentlich Bettina Wegners regimekritisches Lied Kinder und wurde von der SED ermahnt.
Zuletzt war er oft niedergeschlagen, telefonierte regelmäßig mit Freunden in den USA, schüttete ihnen das Herz aus. Er hörte den US-Soldatensender American Forces Network (AFN) und hoffte auf ein Comeback in den USA. Im April 1986 trat er in dem Magazin 60 Minutes des US-Fernsehsenders CBS News auf, um sich beim US-Publikum bekannt zu machen. Dabei rechtfertigte er den Bau der Berliner Mauer und die sowjetische Intervention in Afghanistan. Reed wurde anschließend mit Hassbriefen von US-Fernsehzuschauern überhäuft.

### Tod
Nach einem heftigen Streit mit seiner Ehefrau Renate Blume, mit der er seit 1981 verheiratet war, fand man Reed am 13. Juni 1986 tot im knietiefen Wasser des Zeuthener Sees mit aufgeschnittenen Pulsadern und einer Überdosis Schlaftabletten. Er hinterließ einen 15 Seiten langen Abschiedsbrief an den Abteilungsleiter im SED-Zentralkomitee Eberhard Fensch, der von der DDR-Regierung bis 1990 unter Verschluss gehalten wurde. Darin hieß es unter anderem, seine Frau quäle ihn seit Jahren durch Eifersucht. Dem Sozialismus schwor er nicht ab und schrieb dazu: „Es ist die einzigste Lösung für die Hauptprobleme für die Menschheit der Welt.“
Die Nachrichtensendung des DDR-Fernsehens, Aktuelle Kamera, meldete Reeds Tod als „tragischen Unglücksfall“. Das führte zu Spekulationen um die tatsächlichen Todesumstände. Es entstanden Gerüchte, Reed sei von der Stasi oder dem KGB ermordet worden, weil er sich mit dem Gedanken getragen habe, in die USA zurückzukehren. Andere vermuteten, die CIA habe gerade das verhindern wollen.
Reed wurde zunächst auf dem Waldfriedhof von Rauchfangswerder begraben. 1991 wurde seine Urne auf Wunsch der Familie nach Boulder, Colorado überführt, wo sie auf dem Green Mountain Cemetery beigesetzt wurde.
Reed sprach Englisch, Deutsch, Spanisch, Italienisch und Russisch. Er war dreimal verheiratet und hinterließ drei Kinder, darunter ein Adoptivkind.

### Reed und die Geheimdienste
Als sich Reed während der Fußball-Weltmeisterschaft 1962 in Chile mit dem sowjetischen Torwart Lew Jaschin verbrüderte, wurde er erstmals bei der CIA aktenkundig.
Ab 1967 nahm er an aktiven Maßnahmen von Geheimdiensten der Staaten des Warschauer Pakts teil. Dabei handelte es sich um Propagandaaktionen, bei denen Reed und die Dienste gleiche Ziele verfolgten.
1976 nahm das DDR-Ministerium für Staatssicherheit (Stasi) Kontakt zu Reed auf. Danach wurde er als Inoffizieller Mitarbeiter (IM) unter dem selbstgewählten Decknamen Victor geführt. Er berichtete über Besuche bei Diplomaten der US-Botschaft in der DDR. 1977 versuchte die Stasi, ihn für eine Bespitzelung Jassir Arafats zu gewinnen. Reed beschwerte sich bei Staatschef Erich Honecker, der anordnete, ihn nicht mehr zu belästigen. Die Stasi stellte daraufhin die Zusammenarbeit mit ihm ein.

## Auszeichnungen
1980 wurde ihm der Preis des sowjetischen Komsomol für Kunst und Literatur verliehen. Die Freie Deutsche Jugend (FDJ) ehrte ihn mit der Artur-Becker-Medaille in Gold. Er erhielt die tschechoslowakische Julius Fučík-Medaille und die bulgarische Georgi-Dimitrow-Medaille. Die DDR verlieh ihm 1985 den Orden Stern der Völkerfreundschaft in Silber.
Das Spark M. Matsunaga Institute for Peace der University of Hawaii verleiht einen Dean Reed Peace Award und die University of Colorado stiftete einen Dean Reed Peace Prize Essay Contest, einen jährlichen Aufsatz-Wettbewerb zu seinem Gedenken.
Eine Ehrung der besonderen Art erfuhr Dean Reed, als sein Konterfei auf einem Etikett für „Rum-Cola“ des „VEB Getränkekombinat Dessau“ gedruckt wurde.
Eine Potsdamer Schule wurde am 1. September 1987 nach Dean Reed benannt, nach 1990 jedoch umbenannt.

## Über Dean Reed
Reeds Leben bot immer wieder Stoff für Filme. 1970 drehte der Regisseur José Roman den Film Dean Reed, der Wahlkampfauftritte des Sängers in Chile dokumentierte. Von Wernfried Hübel stammt der DEFA-Film Dean Reed: Sänger des anderen Amerika (1972). Will Roberts produzierte 1985 American Rebel: The Dean Reed Story.
Nach Reeds Tod entstanden The Incredible Case of Comrade Rockstar von Leslie Woodhead (1992), Glamour und Protest von Peter Gehrig (1993), Wer sind Sie, Mr. Reed? von Viktor Beljakow (2004) und Der rote Elvis von Leopold Grün (2007).
2004 erwarb Tom Hanks die Rechte für die Verfilmung der Biografie Reeds von Renate Blume. 2012 erklärte er, dass dieses Projekt für ihn nicht mehr aktuell sei („Leider hat sich dieses window of opportunity geschlossen. Deans Tochter Ramona verhandelt inzwischen mit anderen Interessenten …“).
2020 veranstaltete die Neuköllner Oper unter dem Titel Iron Curtain Man eine Show für Dean Reed.
2022 erschien der Dokumentarfilm Red Elvis: The Cold War Cowboy über Reed, unter Beteiligung von Ramona Reed.

## Werke

### Autobiografie
- Dean Reed: Dean Reed – Dean Reed erzählt aus seinem Leben. Aufgeschrieben von Hans-Dieter Bräuer; Verlag Neues Leben, Berlin 1980

### Diskografie (Auswahl)
- The Search, Capitol Records, 1959
- I Kissed a Queen, Capitol Records, 1959
- He Besado A Una Reina, Capitol Chile, 1959
- Our Summer Romance, Capitol Records, 1959
- Nuestro Amor Veraniego, Capitol Chile, 1960
- Don’t Let Her Go, Capitol Records, 1960
- I Forgot More Than You’ll Ever Know, Imperial Records, 1961
- Como Un Niño Soy, Odeon Chile, 1964
- La Bamba, Odeon Argentina, 1965
- Hippy Hippy Shake, Odeon Chile/Argentina, 1965
- Simpatia, EMA 1966
- Dean Reed, Melodija, 1969
- Las Cosas Que Yo He Visto, Odeon Chile, 1971
- Mississippi-Line, Melodija 1972
- Wir sagen ja..., Amiga, 1972
- Dean Reed a jeho svet, Supraphon, 1976
- My Song For You, Supraphon, 1978
- Rock ’n’ Roll, Country & Romantic, Supraphon, 1980
- Dean Reed Country, Supraphon, 1981
- Dean Reed, Supraphon, 1986
- Akter i pesnja: Dean Reed, Vostokchim, 2001
- The Red Elvis: The Very Strange Story Of Dean Reed, Bear Family, 2007
- Seine Amiga-Erfolge, SONY BMG, 2007

### Filme

#### Kinofilme
- 1964: Heißer Strand Acapulco (Love Has Many Faces) – Regie: Alexander Singer
- 1964: Guadalajara im Sommer (Guadalajara au Verano) – Regie: Julio Bracho
- 1965: Mi primera novia – Regie: Enrique Carreras
- 1965: Ritmo nuevo y vieja ola – Regie: Enrique Carreras
- 1967: Buccaroo – Galgenvögel zwitschern nicht (Buckaroo)
- 1968: Bleigericht (Dio li crea… io li ammazzo!)
- 1968: Mitra Baby Face
- 1968: I nipoti di Zorro
- 1968: Il diario proibito di Fanny – Regie: Sergio Pastore
- 1969: Blonde Köder für den Mörder
- 1970: Adios, Sabata (Indio Black, sai che ti dico: Sei un gran figlio di…)
- 1970: Chrysanthemen-Bande (Tre per uccidere) – Regie: Ignacio F. Iquino
- 1970: Dein Leben ist keinen Dollar wert (Veinte pasos para la muerte)
- 1970: Der wilde Korsar der Karibik (Los Corsarios) – Regie: Ferdinando Baldi
- 1971: La stirpe di caino – Regie: Lamberto Benvenuti
- 1972: Vier fröhliche Rabauken (Sotto a chi tocca!) – Regie: Gianfranco Parolini
- 1973: Fäuste – Bohnen und… Karate! (Storia di karatè, pugni e fagioli)
- 1973: Aus dem Leben eines Taugenichts
- 1974: Kit & Co
- 1975: Blutsbrüder
- 1976: Soviel Lieder, soviel Worte
- 1981: Sing, Cowboy, sing
- 1984: Uindii – Regie: Masato Harada

#### TV-Produktionen
- 1977: El Cantor (auch Regie, Drehbuch)
- 2018: Ein Abend für Dean Reed, MDR-Fernsehen[33]